# András Szatmári
András Szatmári (Budapest, 3 de febrer de 1993) és un esportista hongarès que competeix en esgrima, especialista en la modalitat de sabre.
Va participar en els Jocs Olímpics de Tòquio 2020, i hi va obtenir una medalla de bronze en la prova per equips (juntament amb Tamás Decsi, Csanád Gémesi i Áron Szilágyi).
Va guanyar nou medalles en el Campionat del Món d'esgrima entre els anys 2014 i 2023, i set medalles en el Campionat d'Europa d'esgrima entre els anys 2013 i 2023.

## Palmarès internacional
| Jocs Olímpics      | Jocs Olímpics            | Jocs Olímpics | Jocs Olímpics    |
| Any                | Lloc                     | Medalla       | Prova            |
| ------------------ | ------------------------ | ------------- | ---------------- |
| 2020               | Tòquio ( Japó)           | 3             | Sabre per equips |
| Campionat del món  |                          |               |                  |
| Any                | Lloc                     | Medalla       | Prova            |
| 2014               | Kazan ( Rússia)          | 3             | Sabre per equips |
| 2016               | Rio de Janeiro ( Brasil) | 2             | Sabre per equips |
| 2017               | Leipzig ( Alemanya)      | 1             | Sabre individual |
| 2017               | Leipzig ( Alemanya)      | 2             | Sabre per equips |
| 2018               | Wuxi ( R.P. de la Xina)  | 3             | Sabre per equips |
| 2019               | Budapest ( Hongria)      | 2             | Sabre individual |
| 2019               | Budapest ( Hongria)      | 2             | Sabre per equips |
| 2022               | El Caire ( Egipte)       | 2             | Sabre per equips |
| 2023               | Milà ( Itàlia)           | 1             | Sabre per equips |
| Campionat d'Europa |                          |               |                  |
| Any                | Lloc                     | Medalla       | Prova            |
| 2013               | Zagreb ( Croàcia)        | 2             | Sabre per equips |
| 2015               | Montreux ( Suïssa)       | 3             | Sabre per equips |
| 2017               | Tbilisi ( Geòrgia)       | 3             | Sabre per equips |
| 2018               | Novi Sad ( Sèrbia)       | 1             | Sabre per equips |
| 2019               | Düsseldorf ( Alemanya)   | 2             | Sabre per equips |
| 2022               | Antalya ( Turquia)       | 1             | Sabre per equips |
| 2023               | Plòvdiv ( Bulgària)      | 2             | Sabre individual |